# الفسيولوجيا المرضية لفايروس نقص المناعة البشرية\الإيدز

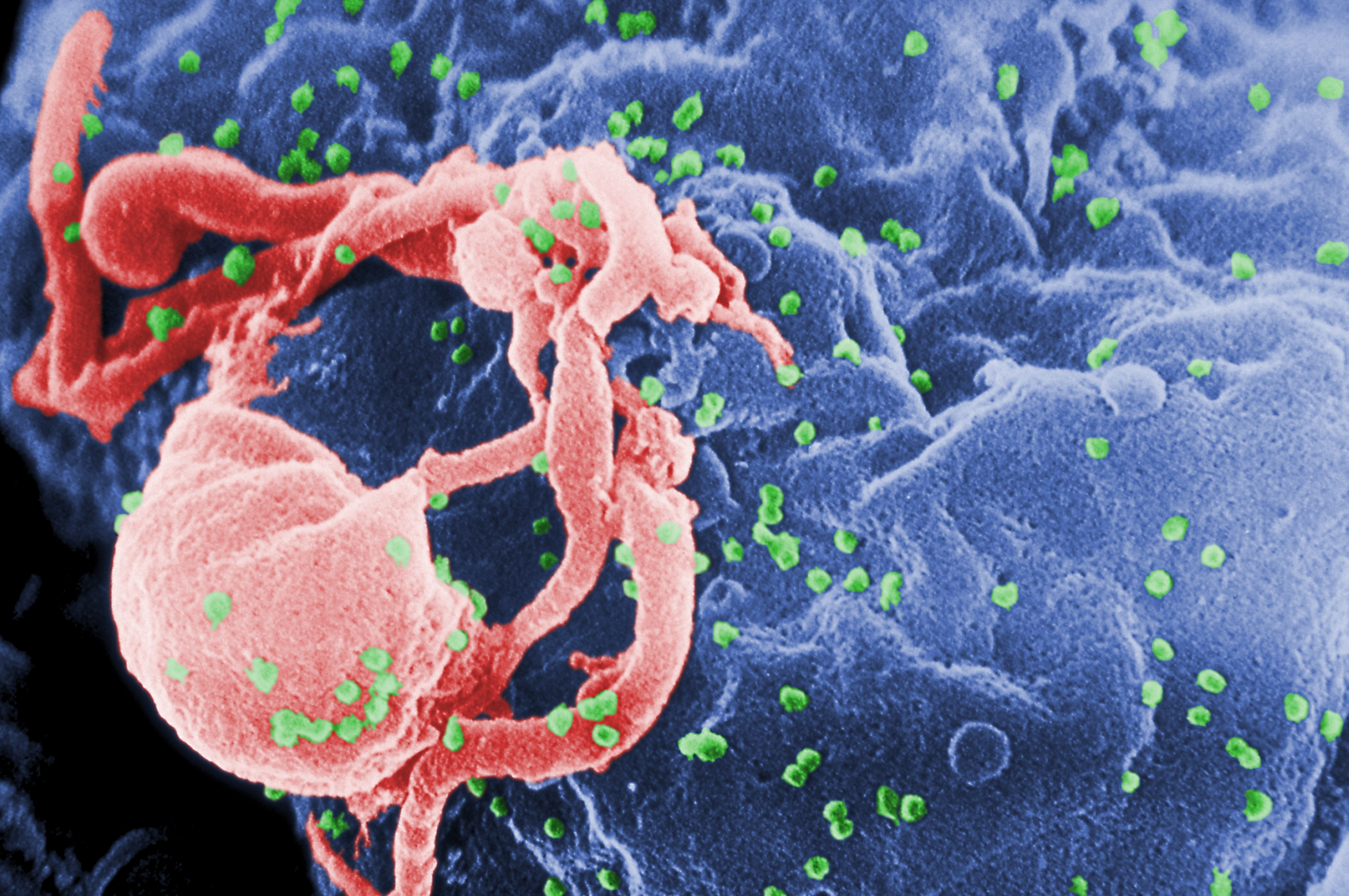

الفسيولوجيا المرضية لفايروس نقص المناعة البشرية/الايدز:

ينتقل فيروس نقص المناعة البشرية عادة عن طريق النشاط الجنسي غير المحمي، وعمليات نقل الدم، وإبر تحت الجلد، ومن الأم إلى الطفل. عند اكتساب الفيروس، يتكاثر داخل الجسم ويقتل الخلايا التائية المساعدة المطلوبة لجميع الاستجابات المناعية التكيفية تقريبا. إن الفترة الأولية من المرض تكون شبيهة بالأنفلونزا ثم الفترة الكامنة تكون بدون أي علامات أو أعراض، عندما ينخفض عدد الخلايا الليمفاوية CD4+ لأقل من 200 خلية/مل من الدم، يكون مضيف فيروس نقص المناعة البشرية قد تطور إلى الإيدز، وهي حالة تتميز بنقص المناعة الخلوية وينتج عنها زيادة في سرعة التأثر بالعدوى الانتهازية وبعض أنواع السرطان.

علم المناعة:

بعد دخول الفيروس للجسم يتكاثر بشكل سريع مما يؤدي إلى وفرة من الفيروس في الدم المحيطي (الطرفي) أثناء الإصابة الحادة قد يصل مستوى الفيروس إلى عدة ملايين جزيء في المليلتر الواحد من الدم.
ويصاحب هذه الاستجابة انخفاض ملحوظ في أعداد الخلايا الليمفوية التائية CD4+، ان تفيروس الدم الحاد عند اغلب الأشخاص المصابون به يرتبط وينشط الخلايا الليمفاوية التائية CD8+ التي تقتل الخلايا المصابة بفايروس نقص المناعة البشرية وبعد ذلك يرتبط التفيروس بإنتاج الأجسام المضادة أو الانقلاب المصلي.
يعتقد بأن استجابة الخلايا الليمفاوية التائية CD8+ مهمة في التحكم في مستويات الفايروسات التي تبلغ ذروتها ثم تبدأ بالانخفاض مثل إعادة انتعاش عدد الخلايا الليمفاوية التائية CD4+ التي تعود للارتفاع من جديد، الاستجابة الجيدة للخلايا الليمفاوية التائية CD8+ مربوطة بتباطؤ تقدم المرض والتشخيص الأفضل على الرغم من أن هذه الخلايا لا تقضي على الفايروس.
خلال المرحلة الحادة، الخلايا التي تحتوي على فيروس نقص المناعة البشرية تتحلل وتُقتل بواسطة خلايا T السامة وهذا يفسر استنزاف الخلايا الليمفاوية التائية CD4+ مع انه موت الخلايا المبرمج من الممكن أن يكون عاملا أيضا. خلال المرحلة المزمنة أن سلسلة النشاطات المناعية العامة ترتبط بالنقص التدريجي لقدرة الجهاز المناعي على تصنيع خلايا T جديدة مسؤولة عن الانخفاض البطيء في اعداد الخلايا الليمفاوية التائية CD4+.
مع ذلك، فإن أعراض نقص المناعة تتمثل في عدم ظهور الإيدز الا بعد سنوات من إصابة المريض أن معظم الخلايا الليمفاوية التائية تُفقد خلال الأسبوع الأول من العدوى وخصوصا في الغشاء المخاطي المعوي، الذي يؤوي غالبية الخلايا الليمفاوية الموجودة في الجسم. السبب في انتقائية استنزاف الخلايا الليمفاوية التائية CD4+ المخاطية هي أن غالبية هذه الخلايا الليمفاوية التائية المخاطية تعتبر من عوامل الاستقبال CCR5 الذي يكون بمثابة البوابة التي يعبر منها الفيروس إلى داخل الجسم في حين أنه جزء صغير من الخلايا الليمفاوية التائية CD4+ موجود في مجرى الدم وينتمي إلى هذا النوع من عوامل استقبال.
ان فيروس نقص المناعة البشرية يسعى إلى تدمير البروتين CCR5 المعبر عن الخلايا CD4+ خلال مرحلة العدوى الحادة وفي النهاية الامر، الاستجابة المناعية القوية تتحكم بالعدوى وتبدأ العدوى السريرية الكامنة. مع ذلك، تبقى الخلايا الليمفاوية التائية CD4+ الموجودة في الغشاء المخاطي مستنفذة طوال فترة العدوى. على الرغم من استمرار وجود عدد كافي منها محاولا منع إصابة المريض بأنواع أخرى من العدوى التي تهدد حياته.
يشار إلى ان عملية النسخ المستمرة لفيروس نقص المناعة البشرية (HIV) تؤدي إلى إيجاد حالة من النشاط المناعي العام في الجسم تستمر خلال مرحلة الإصابة المزمنة بهذا الفيروس. يحدث هذا النشاط المناعي والذي ينعكس في حالة من التحفيز المتزايد للخلايا المناعية وإطلاق السيتوكاينات المعروفة باسم السيتوكينات المنشطة للالتهابات المحفزة للالتهاب كنتيجة لنشاط العديد من العناصر الجينية الناتجة من فيروس نقص المناعة البشرية فضلا عن الاستجابة المناعية لعملية النسخ المستمر لهذا الفيروس.
ينتج عن تحفيز وتكاثر الخلايا التائية التي تنتج عن هذه الحالة من التحفيز المناعي أهدافًا جديدة للعدوى بفايروس (HIV). ومع ذلك، فإنه عملية القتل المباشر من قبل فايرس (HIV) لا يمكن أن تفسر وحدها هذا الاستنزاف الملحوظ في الخلايا الليمفاوية التائية CD4+ نظرا لأن ما يتراوح بين 0.01 إلى 0.1% فقط من الخلايا الليمفاوية التائية CD4+ الموجودة في الدم هي التي تتعرض للإصابة بهذا الفيروس المعدي.
سبب رئيسي آخر لتناقص اعداد الخلايا الليمفاوية التائية CD4+ قد يكون ناتجًا عن التعرض المتزايد لعملية استموات الخلايا، عندما تستمر عملية تحفيز الجهاز المناعي. وعلى الرغم من استمرارية إنتاج الخلايا الليمفاوية التائية من قبل الغدة الزعترية المسؤولة عن إنتاج مثل هذه الخلايا لتحل محل الخلايا المفقودة قدرة هذه الغدة على عملية تجديد هذه الخلايا يتم تدميرها تدريجيا عن طريق إصابة الخلايا الثيموسية بشكل مباشر بفيروس نقص المناعة البشرية.وفي نهاية الأمر، يفقد الجسم الحد الأدنى لعدد الخلايا الليمفاوية التائية CD4+ الخلايا الثيموسية اللازمة للحفاظ على وجود استجابة مناعية كافية في الجسم مما يؤدي للإصابة بمرض الأيدز.

عدوى وموت الخلايا الليمفاوية التائية CD4+:

استخدمت الدراسات الحديثة نظاما للثقافة الليمفاوية الكلية الحية (HLAC) خارج الجسم الحي الذي يتكون من انسجة أو طحال بشرية حية، لنمذجة التفاعلات الجزيئية والخلوية في الأنسجة البشرية أثناء الإصابة بفايرس (HIV) في الجسم الحي، هذه الدراسات وجدت انه أكثر من 95% من الخلايا الليمفاوية التائية CD4+ تموت بسبب عدوى فيروس نقص المناعة البشرية، هذه الخلايا الميتة تزول وبالتالي فهي غير قابلة للعدوى للإصابة بفيروس نقص المناعة البشرية، يقتصر النسخ الفيروسي الكامل على 5٪؜ تقريبا من الخلايا الليمفاوية التائية CD4+ النشطة الموجودة في هذه الأنسجة، هذه الخلايا تموت عن طريق موت الخلايا المبرمج، تحدث عدوى فايرس HIV الفاشلة بسبب تباطؤ النسخ العكسي الذي يعزز تراكم الحمض النووي الخلوي، ويتم استشعار هذا الحمض النووي الفايروسي بواسطة البروتين 16 المنشط للنسخ الناجم عن الإنترفيرون (IFI 16)، الذي ينتج استجابة مناعية أساسية ضد الفايروس عن طريق تنشيط caspase1 من IFI16 يعمل على تحفيز موت الخلايا المبرمج، حيث التهاب شديد للخلايا فتؤدي إلى موت الخلايا الليمفاوية التائية CD4+ اثناء اصابتها بفايروس نقص المناعة البشرية، بدلا من أن يلعب الفيروس دورا رئيسيا، ان استجابة المضيف للحمض النووي الفيروسي الذي يتم إنتاجه أثناء العدوى هو الذي يؤدي إلى تنشيط موت الخلايا التائية CD4+، وعلاوة على ذلك، تحدد هذه النتائج اهداف دوائية جديدة يمكن استغلالها في زوال كتلة الخلايا الليمفاوية التائية CD4، والاستجابة الالتهابية المزمنة للخلايا.

تأثير الإصابة بالفيروس:

يتصف الفايرس بأن له أثار خلل على الخلايا المصابة بشكل مثمر، قد لا يساهم هذا التأثير بشكل مباشر في الإصابة بالفيروس نقص المناعة البشرية، الأهم من ذلك يمكن أن يظل الفيروس غير نشط (كامن) في هذه الخلايا المصابة لفترات طويلة:
-إن استنزاف الخلايا التائية CD4+ والالتهاب المزمن هما الحدثان المميزان اللذان يدفعان التسبب بفيروس نقص المناعة البشرية والتقدم إلى الأيدز.
-ان عدوى خلايا الجهاز العصبي المركزي تسبب التهاب السحايا غير الصديدي الحاد، والتهاب الدماغ شبه الحاد، ومرض اعتلال الحبل الشوكي الحويصلي، ومرض اعتلال الأعصاب الطرفية مما يؤدي في وقت لاحق إلى الإصابة بالخرف المركب المصاحب للإيدز.
-يتيح التفاعل مع بروتين الغلاف السكري gb120 الخاص بخلايا CD4 (انظر إلى الجزء العلوي)، الإصابة ببعض الفايروسات الأخرى، مثل: (الفيروس مضخم للخلايا، فيروس التهاب الكبد الوبائي، وفايروس الهربس البسيط) وغيرها من الفايروسات وتؤدي هذه الفايروسات إلى المزيد من التدمير للخلايا الذي يعني حدوث اعتلال خلوي.
الخلايا المتضررة في الإصابة:

بعد أن يدخل الفيروس عبر أي جهة من الجهات التي سبق ذكرها فإنه يقوم بشكل أساسي بمهاجمة الخلايا التالية:
-الجهاز الليمفاوي:

خلايا CD4+T المساعدة (وهي الخلايا المستهدفة الرئيسية).
الخلايا البلعمية.
الخلايا احادية النواة.
وبعض أنواع الخلايا البطانية.
-الجهاز العصبي المركزي:

الخلايا الدقية الداعمة والبلعمية في المنظومة العصبية المركزية.
الخلايا النجمية.
خلايا الدبق العصبي الناقصة الزوائد.
الخلايا العصبية التي تعمل بشكل غير مباشر على السايتوكينات والgp120.

لتفاصيل أكثر، انظر:

1)	الهيكل وجينوم نقص المناعة البشرية.
2)	دورة تكاثر فايروس نقص المناعة البشرية.
3)	انحناء فيروس نقص المناعة البشرية.

المراجع:

1) Doitsh, G; Greene, WC (2016) https://www.ncbi.nlm.nih.gov/pmc/articles/PMC4835240 Cell Host Microbe. 19 (3): 280–91. doi:10.1016/j.chom.2016.02.012. PMC 4835240. PMID 26962940.

2) Piatak, M., Jr, Saag, M. S., Yang, L. C., Clark, S. J., Kappes, J. C., Luk, K. C., Hahn, B. H., Shaw, G. M. and Lifson, J.D. (1993). "High levels of HIV-1 in plasma during all stages of infection determined by competitive PCR". Science. 259 (5102): 1749–1754. Bibcode:1993Sci...259.1749P. doi:10.1126/science.8096089. PMID 8096089

3)	Pantaleo G, Demarest JF, Schacker T, Vaccarezza M, Cohen OJ, Daucher M, Graziosi C, Schnittman SS, Quinn TC, Shaw GM, Perrin L, Tambussi G, Lazzarin A, Sekaly RP, Soudeyns H, Corey L, Fauci AS (1997) https://www.ncbi.nlm.nih.gov/pmc/articles/PMC19306

4) Mehandru S, Poles MA, Tenner-Racz K, Horowitz A, Hurley A, Hogan C, Boden D, Racz P, Markowitz M (September 2004). https://www.ncbi.nlm.nih.gov/pmc/articles/PMC2211967

5) Brenchley JM, Schacker TW, Ruff LE, Price DA, Taylor JH, Beilman GJ, Nguyen PL, Khoruts A, Larson M, Haase AT, Douek DC (September 2004) https://www.ncbi.nlm.nih.gov/pmc/articles/PMC2211962

6) Appay V, Sauce D (January 2008). "Immune activation and inflammation in HIV-1 infection: causes and consequences". J. Pathol. 214 (2): 231–41.

7) Brenchley JM, Price DA, Schacker TW, Asher TE, Silvestri G, Rao S, Kazzaz Z, Bornstein E, Lambotte O, Altmann D, Blazar BR, Rodriguez B, Teixeira-Johnson L, Landay A, Martin JN, Hecht FM, Picker LJ, Lederman MM, Deeks SG, Douek DC (December 2006). https://www.ncbi.nlm.nih.gov/pmc/articles/PMC1717013

8)	Glushakova, S.; Baibakov, B.; Margolis, L. B.; Zimmerberg, J. (1995-12-01). "Infection of human tonsil histocultures: a model for HIV pathogenesis". Nature Medicine. 1 (12): 1320–1322.

9) Doitsh, Gilad; Cavrois, Marielle; Lassen, Kara G.; Zepeda, Orlando; Yang, Zhiyuan; Santiago, Mario L.; Hebbeler, Andrew M.; Greene, Warner C. (2010-11-24). https://www.ncbi.nlm.nih.gov/pmc/articles/PMC3026834

10) Cooper, Arik; García, Mayra; Petrovas, Constantinos; Yamamoto, Takuya; Koup, Richard A.; Nabel, Gary J. (2013-06-20). https://zenodo.org/record/1233321

11) Monroe, Kathryn M.; Yang, Zhiyuan; Johnson, Jeffrey R.; Geng, Xin; Doitsh, Gilad; Krogan, Nevan J.; Greene, Warner C. (2014-01-24). https://www.ncbi.nlm.nih.gov/pmc/articles/PMC3976200

12) Doitsh, Gilad; Galloway, Nicole L. K.; Geng, Xin; Yang, Zhiyuan; Monroe, Kathryn M.; Zepeda, Orlando; Hunt, Peter W.; Hatano, Hiroyu; Sowinski, Stefanie (2014-01-23). https://www.ncbi.nlm.nih.gov/pmc/articles/PMC4047036

13)	Galloway, Nicole L. K.; Doitsh, Gilad; Monroe, Kathryn M.; Yang, Zhiyuan; Muñoz-Arias, Isa; Levy, David N.; Greene, Warner C. (2015-09-08). https://www.ncbi.nlm.nih.gov/pmc/articles/PMC4565731

14)	Doitsh, Gilad; Greene, Warner C. (2016-03-09). https://www.ncbi.nlm.nih.gov/pmc/articles/PMC4835240

15) Mohan, Harsh (2005). Textbook of pathology (5th ed.). New Delhi: Jay